# Photodotis
Photodotis is een geslacht van vlinders van de familie tastermotten (Gelechiidae).

## Soorten
- P. abachausi Janse, 1958
- P. pellochroa Janse, 1960
- P. photinopa (Meyrick, 1920)
- P. prochalina Meyrick, 1911
- P. spilodoma Meyrick, 1918
- P. xanthomacula (Janse, 1963)